# 0 de marzo
El 0 de marzo es un día ficticio que estaría ubicado entre el 28 de febrero (29 en años bisiestos) y el 1 de marzo. Al igual que el también ficticio 0 de enero, se encuentra representado en Microsoft Excel y puede ser empleado para referirse al último día de febrero, debido a que la duración de este mes varía de acuerdo a si se trata o no de un año bisiesto. Asimismo, a veces, es empleado por astrónomos como sinónimo del último día de febrero.
El 0 de marzo se utiliza en el Algoritmo Doomsday (algoritmo del día del Fin del mundo) para calcular en qué día de la semana cae un día de un año determinado.